# 引き揚げ

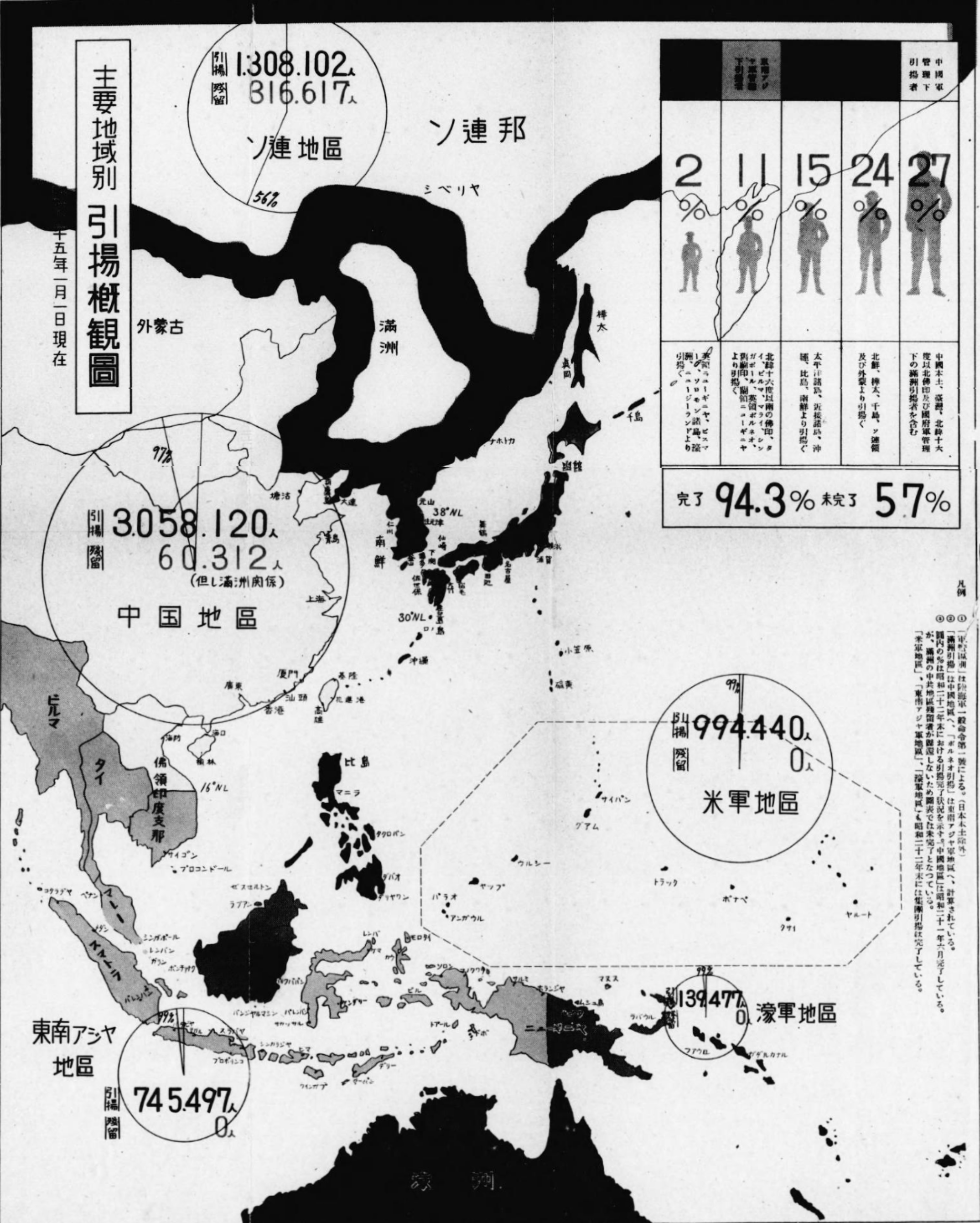
各地からの引揚状況(1950)

引き揚げ（ひきあげ、英語: Repatriation）とは、1945年（昭和20年）8月15日に日本が第二次世界大戦で連合国に降伏したことを受け、日本の外地 や日本軍占領地 または内地のソ連軍被占領地 に生活基盤を有する一般（民間）日本人が日本の本土（内地）への帰還を指す。引き揚げの対象となった者は引き揚げ者と呼ばれ、引揚者給付金等支給法や引揚者等に対する特別交付金の支給に関する法律によって給付行政の対象とされた。
台湾など比較的順調に進んだ地域もあれば、侵攻してきたソ連軍や現地軍民による襲撃や抑留、飢餓などで犠牲者が出た地域もある。中華民国支援のため不安定要因たりえる日本人の本国送還をアメリカ合衆国が重視するなど、各勢力の思惑が影響した。
また、終戦当時の在日外国人の出身国及び地域への送還事業も引揚援護事業と並行して行われた。

## 開戦前後の引き揚げ
1941年（昭和16年）を通じて日米関係は極端に悪化。アメリカに在住する在留邦人、日系人などの引き揚げと日本に在住する在日アメリカ人などの送還を同時に行うことになり、同年10月15日に第一陣の龍田丸が横浜港を出航。ホノルル、サンフランシスコを経て、同年11月14日に860人を乗船させて帰還した。続いて第二陣の大洋丸がホノルルから447人を、第三陣の氷川丸がカナダから363人を乗船させて帰還した。一方でオランダ領東インドからは高千穂丸が864人を乗船させて帰還した。さらに12月に入ると浅間丸がイギリス領マラヤ、英領北ボルネオに向けて、再度、アメリカに向けて龍田丸が派遣されたが、途中12月8日に真珠湾攻撃で日米が、マレー作戦で日英が開戦したため途中で引き返すこととなった。

## ポツダム宣言の受諾と引き揚げ事業の法的根拠
1945年（昭和20年）8月14日、日本政府は全面的なポツダム宣言受諾を連合国に伝達し、8月15日に昭和天皇の日本国民に向けた玉音放送を通じて日本が降伏する旨の『終戦に関する詔書』を発表した。これにより日本政府は、ポツダム宣言の条項により以下の義務を負うことになった。
1. 連合国による占領の受け入れ（第7項）[12][13]
2. 植民地、占領地の放棄（第8項）[12][13]
3. 軍の武装を完全解除（第9項）[12][13]
4. 戦争犯罪人に対する処罰に応ずること（第10項）[12][13]
5. 無条件降伏の宣言（第13項）[12][13]

### 軍人・軍属
軍人・軍属の復員 については、ポツダム宣言第9項が法的根拠となり

### 在外邦人
一般の在外邦人が全面的に帰還しなければならないかについては、具体的規定はなく終戦当時において法的位置づけは不明であった。一方で、ポツダム宣言の受諾決定日である8月14日に大日本帝国外務省は現地の状況を認識できぬまま『三カ国宣言受諾に関する訓電』によって「居留民はできる限り現地に定着させる方針」を在外公館に指示している。また、9月24日には『海外部隊並びに海外法人帰還に関する件』によって事情の許す限り、多数の在外邦人は海外に残留することを方針とした。
日本に進駐したGHQは、10月25日の指令により外務省の外交機能を全面停止させた。日本政府は、外務省に代わり厚生省（当時）が引き揚げ問題の中央責任官庁に指定し、体制を整えた。1946年3月16日、GHQは日本政府に対し『引揚げに関する基本指令』を発した。これによって、はじめて在外邦人の全面帰還が基本方針となった。米国大使ジョージ・アチソンの以下のような声明にある様に一般国民の帰還に関しての法的根拠はなかった。

### 在日外国人
終戦当時、日本国内には多数の外国人がおり、それぞれの国もしくは地域への送還を行う必要があった。
1945年8月21日、日本政府は次官会議において、いち早く強制移入朝鮮人などの徴用解除の方針を決定し、運輸通信省は在日外国人の多数を占める朝鮮人の帰還問題についての協議を始めた。非日本人の引揚に関するGHQの方針は、1945年11月1日に決定された。

## 引揚対象者

### 受入人員
終戦当時、日本国外に配備されていた軍人軍属は、陸軍が約311万人、海軍が約62万人であった。これに一般の在外邦人の推計人数約300万人を加え、引揚対象者は約660万人が海外にいた。
軍人軍属と在外邦人は1945年（昭和20年）9月2日の『日本政府宛一般命令第1号』によって、それぞれの軍管区の連合国司令官のもとに降伏することになった。その結果、軍人・軍属および一般人を含め全ての日本人は、各軍管区ごとの軍隊の支配下に入った。終戦当時の5軍管区それぞれの引揚対象者の人数は以下のとおりである。
1. 中国軍管区：311万6000人（47％）（旧満洲地区を除く中国本土、台湾、北緯16度以北のフランス領インドシナ）[25][24][26]
2. ソ連軍管区：161万4000人（24％）（旧満洲地区、北緯38度以北の朝鮮、樺太、千島列島）[25][24][26]
3. 東南アジア（イギリスならびにオランダ）軍管区：74万5000人（11％）（アンダマン諸島、ニコバル諸島、ビルマ、タイ国、北緯16度以南のフランス領インドシナ、マライ、スマトラ、ジャワ、小スンダ諸島、ブル島、セラム島、アンボン島、カイ諸島、アル諸島、タニンバルおよびアラフラ海の諸島、セレベス諸島、ハルマヘラ諸島、オランダ領ニューギニア）[25][24][27]。
4. オーストラリア軍管区：13万9000人（2％）（ボルネオ、イギリス領ニューギニア、ビスマルク諸島、ソロモン諸島）[25][24][27]。
5. アメリカ軍管区：99万1000人（15％）（日本国委任統治諸島、小笠原諸島および他の太平洋諸島、日本国に隣接する諸小島、北緯38度以南の朝鮮、琉球諸島、フィリピン諸島）[25][24][27]。

各軍管区で日本人の取り扱いにに大きな違いがあり、まさに生死を分けるものといえた。ただし、ごく一部の例外を除いて、満州と北朝鮮などの悲惨な状況の地域以外でも、治安の動揺、経済基盤の喪失、その他の事故によって引揚者は須らく苦難の中にあり、引揚の途中で命を落とす者も少なくなかった。最終的に、1958年夏までに630万人が帰国を果たした。

### 送出人員
日本国内からの送り出し人数は1953年の統計では一般送出が126万5091人、強制送還が3万7633人の計130万2724人で大別すると以下のような在日外国人がいた。
1. 朝鮮出身者：105万756人（81％）、カイロ宣言によって独立を約束されていた朝鮮半島の出身者[4][20]。
2. 中国人：6万8311人（5%）、連合国としての中国本土出身の中国人のほか、カイロ宣言によって中国復帰が約束されていた台湾出身者、旧満州出身者を含む[4][20]。
3. 南西諸島出身者：18万265人（14％）、南西諸島出身者のうち、口之島を含む北緯30度以南の鹿児島県及び沖縄県民は米軍施政下に置かれ、日本本土に在住していた南西諸島出身者は出身地へ送還された[4][20]。
4. 旧南洋群島及び小笠原諸島出身者：旧南洋諸島はポツダム宣言によって米国の信託統治領となり戦前より居住していた日本人と原住民のうち原住民のみ帰還が許された。小笠原諸島は北緯30度以南の南西諸島と同様に、米軍施政下に置かれた。ただし、戦時中に日本本土に疎開者のうち、欧米系島民のみが帰還が許され、日本人の小笠原諸島への帰還は1968年の本土復帰を待つ必要がある[4][20]。
5. 枢軸国人：2126人（0.2％）、イタリア人およびドイツ人等[4][20]。
6. その他：南方出身者、連合国人、連合国軍捕虜[4][20]。

これらの中で、朝鮮出身者、中国人および枢軸国人などの送出は日本政府が担当した。中国人以外の連合国人および連合国軍の捕虜に関しては連合国軍が処理を担当した。

## 引き揚げ事業の実施

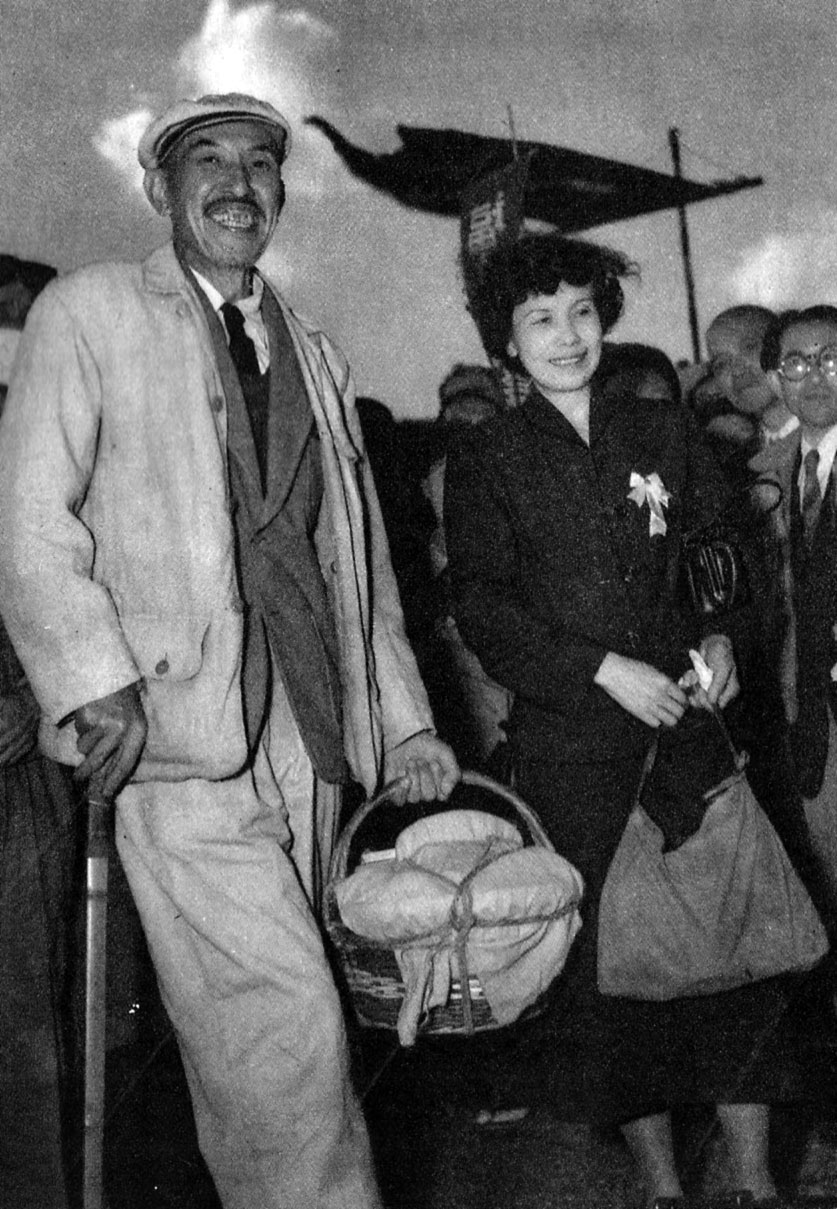
1953年10月14日、第七次中共引揚船「高砂丸」で帰国した内田吐夢。舞鶴引揚援護局平桟橋にて撮影。

実際の引き揚げ事業も上記5つの軍管区ごとに実施された。さらに「日本陸海軍の移動に第一優先を、民間人の移動に第二優先を附与すべし」との連合軍の指示により、軍人軍属の帰還より始められた。
陸軍の復員業務は、ソ連軍管区地域にて抑留された軍人を除いて、1948年（昭和23年）1月までにほぼ完了した。海軍の復員は、1947年（昭和22年）末までにおおむね完了した。その後、一般の日本人の帰還が行われた。一般日本人の帰還にあたっては、現金1000円と自力で運ぶことができる若干の荷物のみ帯行が許された。
引き揚げにあたっては、敗戦時までに残っていた旧日本軍の艦船や民間船舶のみならず、アメリカ合衆国政府より、リバティ型輸送船（7000トン）を100隻、LST艦（戦車揚陸艦3000トン）を85隻、病院船6隻が貸与された。
引き揚げ者は、厚生省が開設した引揚港から上陸した。以下の18地域において、「地方引揚援護局」あるいはその出張所がおかれた。
浦賀、舞鶴、呉、下関、博多、佐世保、鹿児島、函館、大竹、宇品、田辺、唐津、別府、名古屋、横浜、仙崎、門司、戸畑である。
ソ連管理地域以外の連合国軍管理地域にいた300万人以上は1年以内にほぼ引き揚げた。引き揚げ事業開始から4年が経過した1949年（昭和24年）末までに、軍人軍属を含む624万人が帰還した。引き揚げ開始から約30年が経過した1976年（昭和51年）末には、629万人（軍人軍属311万人、一般人318万人）が帰還している。
結果的には、引き揚げ開始から4年間で99パーセントを超える日本人が日本に戻ってきたことになる。この事業は極めて広範囲かつ大規模であり、人類史上最大の短期的かつ集団的な人員移動といえる。

## 帰還と帰郷
伝染病の蔓延を恐れたGHQが、日本政府に検疫措置の厳格な履行を求めたので、引き揚げ船で前述の港にたどり着いた引き揚げ者達には、厳しい検疫が課せられた。厚生省の記録によれば、栄養失調症、マラリア、結核、脚気等の罹患者は、引き揚げ者全体のうち10パーセントにのぼり、1950年（昭和25年）末までに、18万人が最寄りの国立病院等に搬送され、うち3980人の死者数を記録する。
1946年（昭和21年）4月には、広東から浦賀に入港した引き揚げ船においてコレラが発生したため、20隻もが海上隔離のため沖合停泊を命ぜられた。7万人近い引き揚げ者が、祖国を目の前に待機を余儀なくされ、うち70名が死亡した。
入港後の引き揚げ者には、旧兵舎を利用したあるいはバラック造りの宿泊所が無料で提供された。食事も無料で提供され、主食は1日400グラムとされた。当時の一般国民への配給が310グラムであったのに比べ優遇されていた。また、1人100円（1世帯では500円）を上限にして、上陸港から郷里までの旅費も提供された。
その後、引き揚げ者は、居住地の移動証明書に代わる引き揚げ証明書をもらい、郷里へと向かった。鉄道輸送力が荒廃していた時代であるが、引き揚げ者輸送のため、特別列車（いわゆる復員列車・引揚列車）が他に優先して運転された。

## 各地からの引き揚げ

### 台湾からの引き揚げ
終戦時における在台日本人の数は、軍人約16万6000人を含めて、約48万8000人あまりであった。台湾に進駐した中国国民党政権の命により「台湾官兵善後連絡部」が設けられ、台湾総督安藤利吉が部長、農商局長須田一二三が副部長にそれぞれ任命された。実際の業務は副部長があたった。
引き揚げは軍人から始められ、1946年2月に完了した。民間人については、当初は、約20万人が台湾に留まることを希望していた。日本国内における食糧難をはじめとする混乱を恐れたこと、台湾の生活になじんでいること、台湾人からの報復もなかったことなどが理由である。しかし、インフレーション等の社会問題の発生もあり、国民党政権は、大量の日本人が台湾に残留することを望まず、一般人の引揚も開始され、一部の留用者を除いて1946年4月20日に完了した。

### 満洲からの引き揚げ

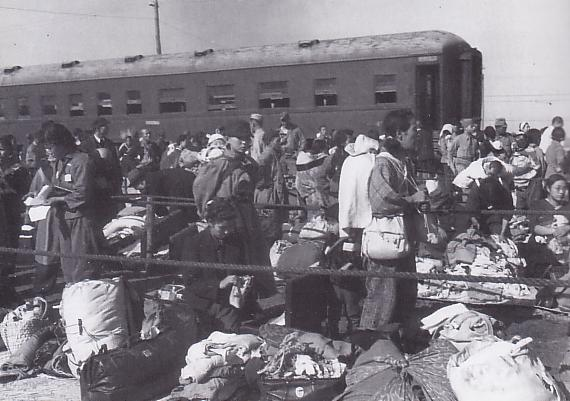
1945.11.9塘沽（タンクー）からの引揚者達

満洲に取り残された日本人約105万人の送還は、ソ連軍が一貫して無関心であったため、ソ連軍の撤退が本格化する1946年3月まで、何の動きも見られなかった。一方、米国は、中国大陸に兵士から民間人まで多くの日本人が残留していることが、国共対立が顕在化していた中国社会の不安定要素となることを懸念していた。ソ連軍が撤退し国府軍が中国東北部に進駐を開始したことにより、国民党政府は米軍の輸送用船舶を貸与され日本人送還を実行に移していった。
早くも同年5月には錦州地区の日本人引き揚げが始まり、夏には旧新京の日本人を含めて本格化し、日本軍兵士や戦犯に問われシベリアに抑留されていた者の引揚は遅れたものの、1946年12月から始まり、年内には中共軍支配地域を含めて大半の日本人が引き揚げていった。しかし結局、国共内戦や冷戦の確執の影響などもあり、ひととおり片付くまで3年かかることとなった。戦犯として抑留が続いていた者もいて、最後の引揚船の入港は1958年7月となる。このとき、満州にはまだ1万人以上の日本人が残り、その多くが満州で現地人と結婚したり（残留婦人）、孤児となって現地家庭や施設に引き取られた者ら（残留孤児）であった。中華人民共和国の成立により日中の国交がなくなり、彼らの帰国の途は1972年の両国の国交回復まで途絶えることになる。その後の国交回復により1万3千人いた中国残留日本人の内、7千人が永住帰国を果たした。
満洲からの引き揚げ者の犠牲者は日ソ戦での死亡者を含めて約24万5000人にのぼり、このうち8万人近くを満蒙開拓団員が占める。満洲での民間人犠牲者の数は、東京大空襲や広島への原爆投下、さらには沖縄戦を凌ぐ。これは日ソ開戦直後、満州在住の日本人がとりあえず比較的安全とみられる近隣大都市や日本に近い所まで引揚げようとする途上で、現地住民・匪賊やソ連軍兵士の襲撃を受けて虐殺されたり集団自決をしたことと、その後の困窮・疾病等の結果による。満州の開拓団員ら自身はあまり知らなかったが、彼らの入植した土地はもともと現地の漢人・満人らが耕作していた土地を無理やり安値で取り上げたものであった。また、満州事変後の数年間、日本支配に不満を持つゲリラ等が執拗に抵抗、蜂起していたが、日本軍は彼らを無惨に鎮圧・虐殺していった。さらに、満州鉄道警備等のために置かれた、日本軍予備兵からなる独立守備隊は、正規の軍の指揮系統とは異なることもあって、一般の日本兵からも眉を顰められるほど規律が悪く、強姦・略奪を現地住民に対し行っていた。それらの怒りが引揚げる日本人に向けられた。遊牧民の土地であったモンゴルでは、そもそもこのような明確な形での既耕作地の取上げといったことがなく、引揚者に対する襲撃は起こらなかった。一方で、モンゴルでは、開拓団員の悲劇に比べればはるかに小規模であるが、収容所で日本兵同士の間で起こった「暁に祈る」事件の悲劇が知られている。

### サハリン島南部（南樺太）からの引き揚げ
1945年8月当時、北緯50度以南のサハリン島南部に住んでいた日本人は約40万人だった。1946年2月2日のソ連最高会議幹部会令により、1945年9月20日に遡り、南樺太と千島の土地・施設機関の国有化が決定され、翌1947年2月25日にソビエト連邦最高会議は、南樺太のソ連領編入を正式決定した。ソ連の占領下で生活することになった日本人は、技術者を中心として多くがそのまま職場に留まった。
ただ密航船による脱出が後を絶たず、宗谷海峡封鎖から公式引揚が開始されるまでに住民の4分の1近くにあたる約2万4000人が北海道へ逃れて行った。ソ連は、技術者か非技術者を問わず在留日本人の送還には全く興味を示さなかった反面、在留日本人に対して、ロシア人と同じ労働条件、同じ給与、同じ職場を与え、実生活面では大きな違いはほとんどなかった。樺太は、戦前より米の生産ができず、内地からの移入に頼っていたが、ソ連領編入により日本と切り離され、米の移入が途絶えてしまった。
その解決策として、ソ連は旧満洲から大豆、北朝鮮から米を移入し、日本人への配給に充てる一方、北朝鮮から、漁業、林業、土木従事者等の朝鮮人労働者も送られるようになった。日本の敗戦からほどなくして、ソ連が占領した、旧満洲・北朝鮮・サハリンでは一つの経済圏が早くも生まれていた。米国が、占領地や植民地に在留する日本人を本国へ送り返すことにこだわったが、ソ連は逆に日本人の送還に無関心であった。
しかし、サハリンや千島に取り残された日本人は引き揚げを望み、日本政府もGHQに対して引揚促進を働きかけた。結局旧満洲地区からの引き揚げが開始された1946年春以降、サハリンと北朝鮮、大連のソ連占領地区からの日本人引き揚げが米ソ間で協議されるようになる。11月27日には『引揚に関する米ソ暫定協定』、12月19日には『在ソ日本人捕虜の引揚に関する米ソ協定』が締結され、サハリンと千島地区からの引き揚げが開始し、1949年7月の第5次引き揚げまでに29万2590人が引き揚げた。
しかし、朝鮮人の家族のいた人やソ連に足止めされた熟練労働者ら少なくとも約1500人がサハリンに留まった（京都大学地域研究総合情報センター中山大将助教による）。
1956年の日ソ国交回復により、日本人約800人とその朝鮮人家族約1500人が集団帰国したのをはじめ、1976年までに日本人約140人、その家族300人が個別に帰国した。それでもなおサハリンに残留する日本人にとり、東西冷戦の影響のため、祖国は遠いものであった。1965年から「サハリン墓参」が始まり、既に日本に帰国したかつての「島民」がサハリンを訪ねて来るようになった。
サハリン残留者にとって離散した肉親の消息を知りうる貴重な機会になった。しかし、両者が墓地等で会うことは黙認されたが、ソ連の警察に監視下にあり、墓参団に託された肉親からの小包や手紙は徹底して調べられた。1986年に改革政策ペレストロイカが開始され1991年のソビエト連邦の崩壊までの一連のソ連の変化により、日ソの厚い壁が崩された。1988年にサハリンの外国人立ち入り禁止区域が解除された。1989年に「樺太同胞一時帰国促進の会」が発足し、同会が国に働きかけた結果、1990年には300人を目標に残留日本人の一時帰国事業も始まり、離散家族の再会が実現した。
この事業により1992年までに371人が帰国した。同会は、「サハリン残留者全員の希望がかなうまで続けて欲しい」との要望をうけ、「日本サハリン同胞交流協会」に衣替えした。延べ3126人が一時帰国し、303人が永住帰国した。一時帰国事業は2015年現在も続いている。

### 北緯38度以南の朝鮮からの引き揚げ
米軍は、朝鮮半島から全ての日本人を本国へ送還する方針を立てていたが、まず、優先されたのは軍人の復員であった。連合軍が何より軍人の復員を重視し、ポツダム宣言では、日本軍の即時武装解除と早期本国帰還が条件として挙げられていたが、民間人については何も触れられていなかった。朝鮮半島では、降伏文書調印以後、第17方面軍に所属する部隊の武装解除も進んでいったが、米軍の進駐が緩慢だったために、全ての部隊の武装解除と復員が完了したのは、10月に入ってからであった。
そして、この直後から在朝日本人民間人の引き揚げ計画が始まった。10月3日にアーノルド軍政長官が在朝日本人の本国送還を発表したことを機に、民間人の引き揚げが本格化する。北朝鮮から脱出してくる日本人を除いて、1946年春までに40万人にものぼる南朝鮮にいた民間人のほとんどが朝鮮半島から日本へ引き揚げて行った。その一方で、日本からは多くの朝鮮人が故郷へ向け帰還していった。そして、この間に、8月24日に朝鮮人徴用工を乗せた「浮島丸」が下北半島から朝鮮へ向かう途中、舞鶴港で爆沈して日本人船員25人を含む549人が犠牲となった。
10月14日には、朝鮮半島からの日本人を乗せた「珠（たま）丸」が壱岐勝本沖で爆沈し、545人以上が犠牲となった。この二つの海難事故は、日本の海難事故史上「洞爺丸事故」（1954年、死者・行方不明者1155人）に次ぐ規模の海難事故である。

### 南洋群島からの引き揚げ
南洋諸島からの民間人の引き揚げは1946年1月から始まり、4月までにほぼ完了した。引き揚げた日本人の総数は約2万人であり、その内訳はパラオ地区が6010人、ヤップ地区427人、トラック地区709人、ポナペ地区7029人、ヤルート地区77人、サイパン島2253人、テニアン島2052人などである。また沖縄県出身者3万3075人は米国統治下の沖縄に直接引き揚げた。
南洋群島は、（日中戦争の戦場になった地域を除き）他の日本植民地と比べて戦禍に巻き込まれた期間が長く、サイパン島やテニアン島のように敗戦1年前に米軍に占領されたところもあった。しかし、島民の対日感情は最後まで良好で、島民による別れの踊りと『蛍の光』の合唱に送られたパラオ地区の引き揚げのように、台湾と同様、大きな混乱もないまま日本人は静かに引き揚げて行った。
しかし、南洋群島からの日本人引揚者の半数を占める沖縄県民にとっては、戦禍で荒廃し、日本から切り離された故郷への帰還となり、再び戦後の苦難の道が始まることになる。

## 引き揚げ事業担当部局の変遷
軍人軍属の復員については、旧陸軍省を解体し発足した第一復員省が旧陸軍軍人軍属の復員を担当した。旧海軍軍人軍属については旧海軍省を解体し発足した第二復員省が担当した。1946年（昭和21年）6月には第一復員省と第二復員省を統合して復員庁とし、第一復員局と第二復員局が設置された。1947年10月には、第一復員局が厚生省（当時）所属になり、第二復員局が総理庁（当時）直属となった。
一方、一般日本人の引き揚げ事業は厚生省が担当した。同省では当初、社会局引揚援護課や地方引揚援護局を設置し、その任に当てていたが、引き揚げ業務の本格化に備え、1946年（昭和21年）3月に引揚援護院を設置し、その内部につき援護局、医務局、地方引揚援護局の体制とした。
1948年（昭和23年）5月、復員局と引揚援護院は一体となって引揚援護庁という厚生省の外局となった。「復員」と「引き揚げ」というそれぞれの概念も「引揚援護」という概念になった。その後引揚者数が減ったため1954年（昭和29年）には引揚援護庁は、厚生省内の引揚援護局に改組された。

## 援護行政と残置私有財産返還要求運動
引き揚げ者は、1000円の現金と自力で運ぶことができる若干の荷物しか帯行が許されず、その財産のほとんどを海外に残し日本に引き揚げた。引き揚げ者の多くは、日本国内の地縁血縁も少なく、戦後の混乱した厳しい社会環境のなかでの生活の再建を余儀なくされた。しかし、生活の再建は容易なものでなく、引き揚げ者の厳しい生活の実態は社会問題となった。1945年11月から、政府により「戦後開拓」事業が開始された。復員兵と引揚者に飛行場などの全国の旧軍用地6千か所を農地として開放した。しかし、多くの土地が農業に不向きであった。さらに、ようやく地味を改善しても1950年以降は警察予備隊の発足や増強に伴い、一部土地では接収も検討されるようになっていった。10年で19万世帯が従事したものの、5万世帯が断念するに至った。なお、筑波学園都市、六ケ所村石油備蓄基地や成田空港の用地の多くも、元々がこうした引揚者が開墾した土地である。また、戦後のブラジル等南米への政府肝いりで進められた農業海外集団移住は、こうした引揚・復員で増えた人口対策としての意味合いがあった。
1959年には「未帰還者に対する特別措置法」が施行され、海外で消息不明の未帰還者に戦時死亡宣告を行い、戸籍を抹消する方針が取られた。遺族の同意を得て家裁の死亡宣告手続きをとって、遺族には補償金が支払われ、位牌が納められた白木の箱が手渡された。
全国の引き揚げ者は、海外に残された財産の補償を強く政府に働きかけることになった。いわゆる「在外財産補償問題」である。日本国政府は、数次にわたり審議機関を設置し、この問題の検討をした。ようやく1956年（昭和31年）12月になり第二次在外財産問題審議会による答申が、政府に提出された。
その答申は、日本国政府に在外財産の補償をすべき法律的義務があるか否かという根本的問題については結論を得られないとしたうえで、引揚者の特殊性すなわち全生活基盤を失ったまま日本への帰還を余儀なくされたということに鑑み、給付金等による生活基盤再建のための特別の政策的援護措置を講ずべきとされた。
政府はこれを受け、引揚者給付金制度を設け、終戦時外地に6か月以上生活の本拠を有していたことを条件に、償還期間10年、年6分の国債を交付した。金額については、50歳以上の者の2万8000円から18歳未満の者の7000円まで年齢により数段階の区別があった。
しかし、引揚者給付金制度による交付によって一時下火となった在外財産補償問題は、その後活発になった。引き揚げ者にしてみれば、最高2万8000円程度の金額は単なる「見舞金」にすぎないと感じられた。引き揚げ者は、平和条約によって賠償として提供された自分達の財産を、憲法の条項に従って補償を求めていたのである。1966年（昭和41年）から1967年（昭和42年）にかけて大規模な全国大会が開かれ、国会議員の間でも関心が高まった。
そのため1968年8月『引揚者に対する特別交付金の支給に関する法律』（昭和42年8月1日法律第114号）が公布された。この法律により、引揚者及びその遺族並びに引揚前死亡者の遺族に対する特別交付金の支給に関し必要な事項が規定された（同法第1条）。
まず同法は「引揚者」を以下のように定義する（抄録）。
1. 「外地」（日本本土以外の地域）に1945年（昭和20年）8月15日まで引き続き1年以上生活の本拠を有していた者で、終戦に伴って発生した事態に基づく外国官憲の命令、生活手段の喪失等のやむを得ない理由により同日以後日本に引き揚げた者[44]
2. 外地に1945年8月9日まで引き続き1年以上生活の本拠を有していた者で、ソヴィエト社会主義共和国連邦の参戦に伴って発生した事態により同日以後終戦日前に本邦に引き揚げた者[44]
3. 外地に終戦日まで引き続き1年以上生活の本拠を有していた者で、日本国内に滞在中、終戦によってその生活の本拠を有していた外地へもどることができなくなった者[44]
4. 日本のもと委任統治領であった南洋群島に1943年（昭和18年）10月1日まで引き続き1年以上生活の本拠を有していた者で、戦争に関連する緊迫した事態に基づく日本国政府の要請により同日以後終戦日前に日本に引き揚げた者（同法第2条各号）[44]

この法律により、総額1925億円の特別交付金が交付された。交付金額は、終戦時の年齢に応じて一人当たりの金額が決められた。具体的には、終戦時50歳以上の者は16万円、35歳以上50歳未満の者は10万円、25歳以上35歳未満の者は5万円、20歳以上25歳未満の者は3万円、20歳未満の者は2万円であった（同法第6条第1項）。いずれも10年均等償還される無利子の記名国債が交付された（同法第7条第1項）。
1975年（昭和50年）7月に、当時の三木首相は「特別交付金支給」をもって在外財産の処理は最終的に解決されたと発表した。この発表により引き揚げ者の在外財産の返還の途は、閉ざされることになったのである。

## 『シベリア抑留資料等引き揚げの記録』と世界記憶遺産

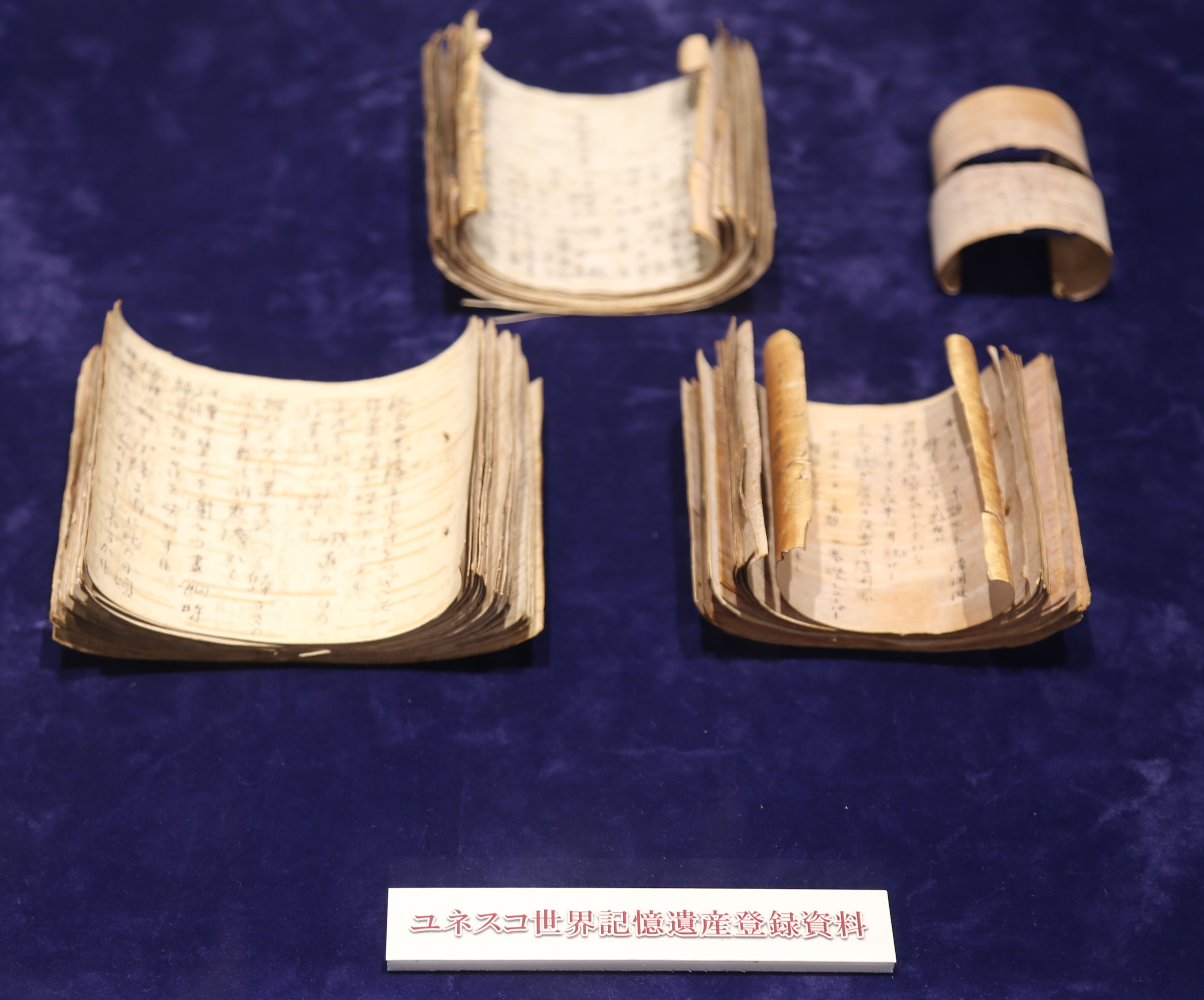
白樺日誌（シベリア抑留者が白樺の皮に書いた日誌・舞鶴引揚記念館）

2015年10月10日未明に文部科学省が発表したところによると、歴史的に貴重な文書や絵画などを対象としたユネスコ（国連教育科学文化機構）の「世界の記憶」に、「舞鶴への生還1945-1956シベリア抑留等日本人の本国への引き揚げの記録」が登録された。
シベリアに抑留された後、舞鶴港に引き揚げた抑留者らの570点にものぼる記録であり、抑留生活の様子を約200首の和歌にしたため白樺の樹皮につづった「白樺日誌」や、靴の中に隠して持ち帰ったメモ帳などが含まれ、すべて京都府舞鶴市にある舞鶴引揚記念館（1988年開館）に所蔵されている。その中には、大阪府門真市の坂井仁一郎（故人）が、ラジオのモスクワ放送で流されていた抑留者の情報を聞き取り、日本で待つ家族に伝えた葉書やそれへの礼状なども含まれる。
舞鶴港は戦後、引き揚げ者の約1割の約66万人が上陸した港であり、舞鶴市は1961年、シベリア抑留者が引き揚げ船に乗船したソ連（当時）のナホトカ市と姉妹都市協定を結び（これは日ソ間での最初の姉妹都市協定である）、各種訪問団の相互派遣などで交流を深めてきた。記憶遺産への申請は舞鶴市であり、この申請にあたっても市職員がナホトカ市を訪問して説明をするなどした。同市では一時は共同申請をする案も出るほどの理解があったという。登録の3年前は、同記念館に膨大な資料が未整理のまま眠っていた。登録へ導いた立役者の一人である同記念館学芸員の長嶺睦は、「630万人が引き揚げた壮大な出来事が日本の歴史から消えようとしている。きちんと公開し、調査研究に結びつけたい」と当時の感想を語った。また同記念館への資料寄贈者である木内信夫、安田清一は日本初の生存作家となった。